# Du ciment sous les plaines
Du ciment sous les plaines – trzeci album francuskiego zespołu rockowego Noir Désir z 1991 roku. Płyta rozeszła się nakładem Barclay Records w liczbie 120 000 egzemplarzy. Jest to najgorszy wynik z dotychczasowych albumów grupy. Wydano tylko jeden singel – En Route Pour la Joie – dalsza promocja płyty i koncerty uniemożliwił wypadek wokalisty, Bertranda Cantata, który omdlał na scenie.

## Lista utworów
1. "No No No" – 03:27
2. "En Route Pour la Joie" – 03:05
3. "Charlie" – 03:57
4. "Tu M'Donnes le Mal" – 03:57
5. "Si Rein Ne Bouge" – 05:15
6. "The Holy Economic War" – 03:03
7. "Tout l'Or" – 04:13
8. "La Chanson de la Main" – 03:42
9. "Pictures of Yourself" – 03:13
10. "Les Oriflammes"– 03:27
11. "Elle Va Ou Elle Veut" – 03:30
12. "Le Zen Emoi" – 03:25
13. "The Chameleon" – 05:13
14. "Hoo Doo" – 00:43